# لويس شايو
لويس شايو (بالفرنسية: Louis Chaillot)‏ مواليد 2 مارس 1914 في فرنسا - الوفاة 28 يناير 1998 في فرنسا، كان دراج فرنسي. سبق أن شارك في دورة الألعاب الأولمبية الصيفية وفاز بميدالية أولمبية.

## الميداليات
| الميدالية | المسابقة                       |
| --------- | ------------------------------ |
| ذهبية     | الألعاب الأولمبية الصيفية 1932 |
| برونزية   | الألعاب الأولمبية الصيفية 1936 |

## روابط خارجية
- لويس شايو على موقع أرشيف الدراجات (الإنجليزية)
- لويس شايو على موقع أوليمبيديا (الإنجليزية)